# China Molybdenum
China Molybdenum (vereinfachtes Chinesisch: 中国 钼 业; traditionelles Chinesisch: 中國 鉬 業) ist der größte Rohstoffförderer von Molybdän in der Volksrepublik China. Das Unternehmen ist zudem eines der größten Wolfram-, Kupfer-, Kobalt- und Niobförderer der Welt.
Der Hauptsitz des Staatsunternehmens befindet sich in der Stadt Luoyang in der Provinz Henan.
Am 26. April 2007 wurde China Molybdenum an der Hong Kong Stock Exchange notiert. Die Aktie schloss bei 10,28 HK $, was 60 % über dem Börsengang-Preis von 6,8 HK $ lag. Das Unternehmen ist auch an der Shanghai Stock Exchange notiert.
China Molybdenum war von 2007 bis 2010 in den Hang Seng China Enterprise Index aufgenommen.
Zu den Beteiligungen von China Molybdenum gehört die Tenke Fungurume Mine in der Demokratischen Republik Kongo.